# Opuncja
Opuncja (Opuntia Mill.) – rodzaj roślin (sukulentów) z rodziny kaktusowatych (Cactaceae). Około 150 gatunków występuje w Ameryce Północnej i Południowej: od Kanady po południową Argentynę, niektóre zostały introdukowane na inne kontynenty. Opuntia stricta uznana została za jeden ze 100 najbardziej inwazyjnych gatunków na świecie

## Morfologia

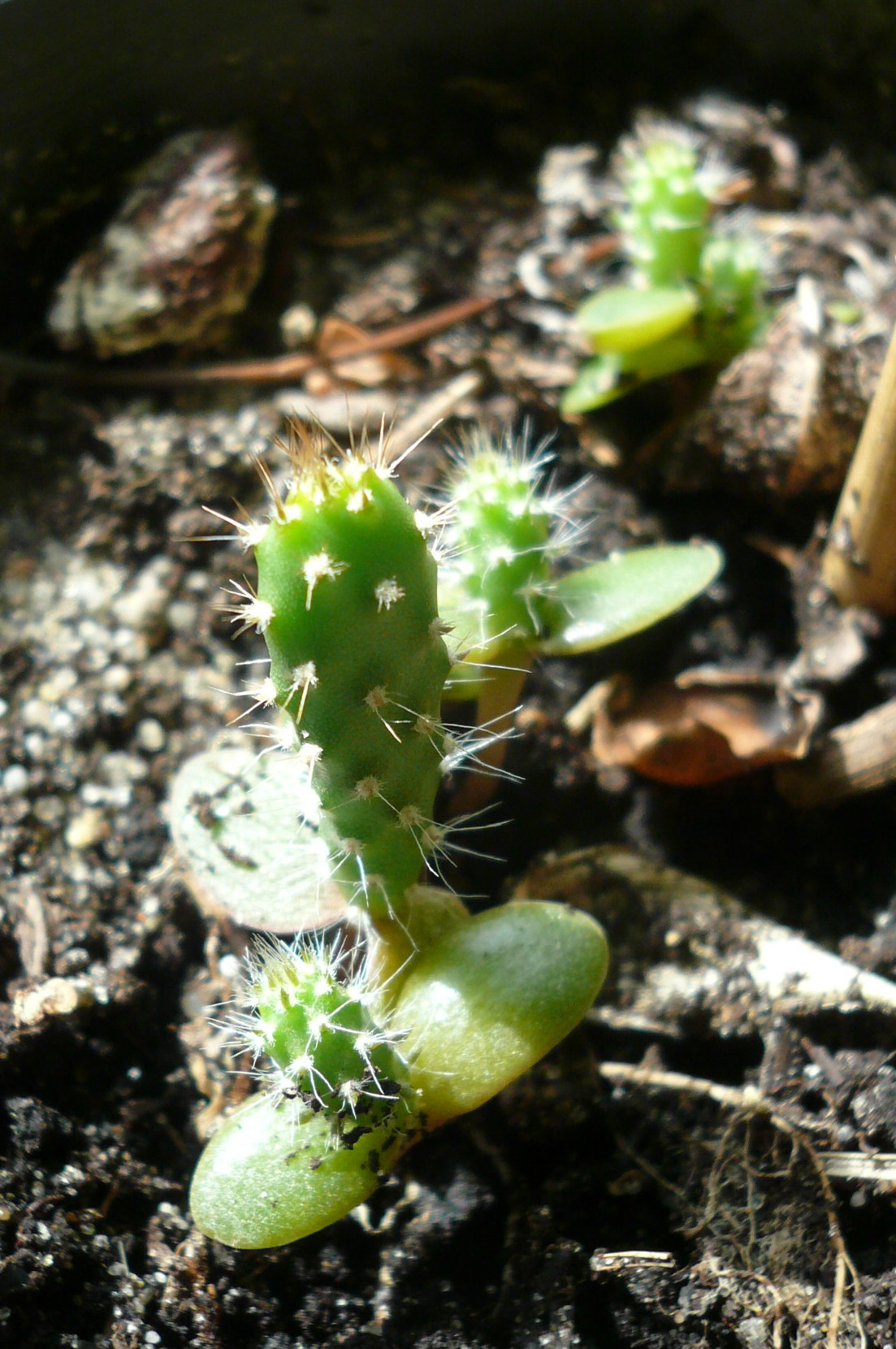
Siewki opuncji figowej

PokrójWykształca zróżnicowane formy: od bardzo drobnych do krzewiastych i drzewiastych.
PędyWzniesione lub płożące, częściowo drewniejące, podzielone na płaskie człony. Mają ciernie w areolach, obok nich występują bardzo drobne i łamliwe tzw. glochidy. Ponadto na młodych pędach wyrastają nietrwałe, wałeczkowate liście właściwe.
KwiatyDuże, żółte, pomarańczowe lub czerwone.
OwoceU części gatunków mięsiste, barwy od zielonej, poprzez żółtą, do czerwonej, u innych suche. Mają kształt cylindryczny, owalny do kulistego i osiągają od 1 do 12 cm długości. U części gatunków są cierniste, u innych bezbronne.

## Systematyka
Synonimy
Airampoa Fric, Austrocylindropuntia Backeb., Brasiliopuntia (K.Schum.) A.Berger, Cactodendron Bigelow, Cactus Lem., Chaffeyopuntia Fric & Schelle, Clavarioidia Kreuz., Consolea Lem., Corynopuntia F.M.Knuth, Cumulopuntia F.Ritter, Cylindropuntia (Engelm.) F.M.Knuth, Ficindica St.-Lag., Grusonia F.Rchb. ex Britton & Rose, Maihueniopsis Speg., Marenopuntia Backeb, Micropuntia Daston, Miqueliopuntia Fric ex F.Ritter, Nopalea Salm-Dyck, Parviopuntia Soulaire & Marn.-Lap., Phyllarthus Neck. ex M.Gomez, Pseudotephrocactus Fric, Puna Kiesling, Salmiopuntia Fric, Subulatopuntia Fric & Schelle, Tephrocactus Lem., Tunas Lunell, Weberiopuntia Fric.
Przynależność wielu rodzajów do zbiorczego rodzaju Opuntia jest ciągle dyskutowana i status poszczególnych taksonów ulega zmianie. Po utworzeniu jednego dużego rodzaju, ponownie zaczęto wyłączać z niego poszczególne grupy gatunków. Tak stało się z zaliczanym do opuncji rodzajem Cylindropuntia, który wciąż bywa uznawany za podrodzaj opuncji. Na ogół jest jednak wyodrębniany, podobnie jak Consolea, Grusonia i Nopalea. Z opuncji wydzielane są także rodzaje: Austrocylindropuntia, Brasiliopuntia, Corynopuntia, Micropuntia, Miqueliopuntiai oraz Tacinga, wykazująca najmniejsze pokrewieństwo z resztą opuncji.
Pozycja systematyczna według APweb (aktualizowany system APG III z 2009)
Należy do rodziny kaktusowatych (Cactaceae) Juss., która jest jednym z kladów w obrębie rzędu goździkowców (Caryophyllales) i klasy roślin okrytonasiennych. W obrębie kaktusowatych należy do plemienia Opuntieae, podrodziny Opuntioideae.
Pozycja w systemie Reveala (1993–1999)
Gromada okrytonasienne (Magnoliophyta Cronquist), podgromada Magnoliophytina Frohne & U. Jensen ex Reveal, klasa Rosopsida Batsch, podklasa goździkowe (Caryophyllidae Takht.), nadrząd Caryophyllanae Takht., rząd goździkowce (Caryophyllales Perleb), podrząd Cactineae Bessey in C.K. Adams, rodzina kaktusowate (Cactaceae Juss.), podrodzina Opuntioideae Burnett, plemię Opuntieae DC., rodzaj opuncja (Opuntia Mill.).
Wykaz gatunków
- Opuntia acaulis Britton & Rose
- Opuntia anacantha Speg.

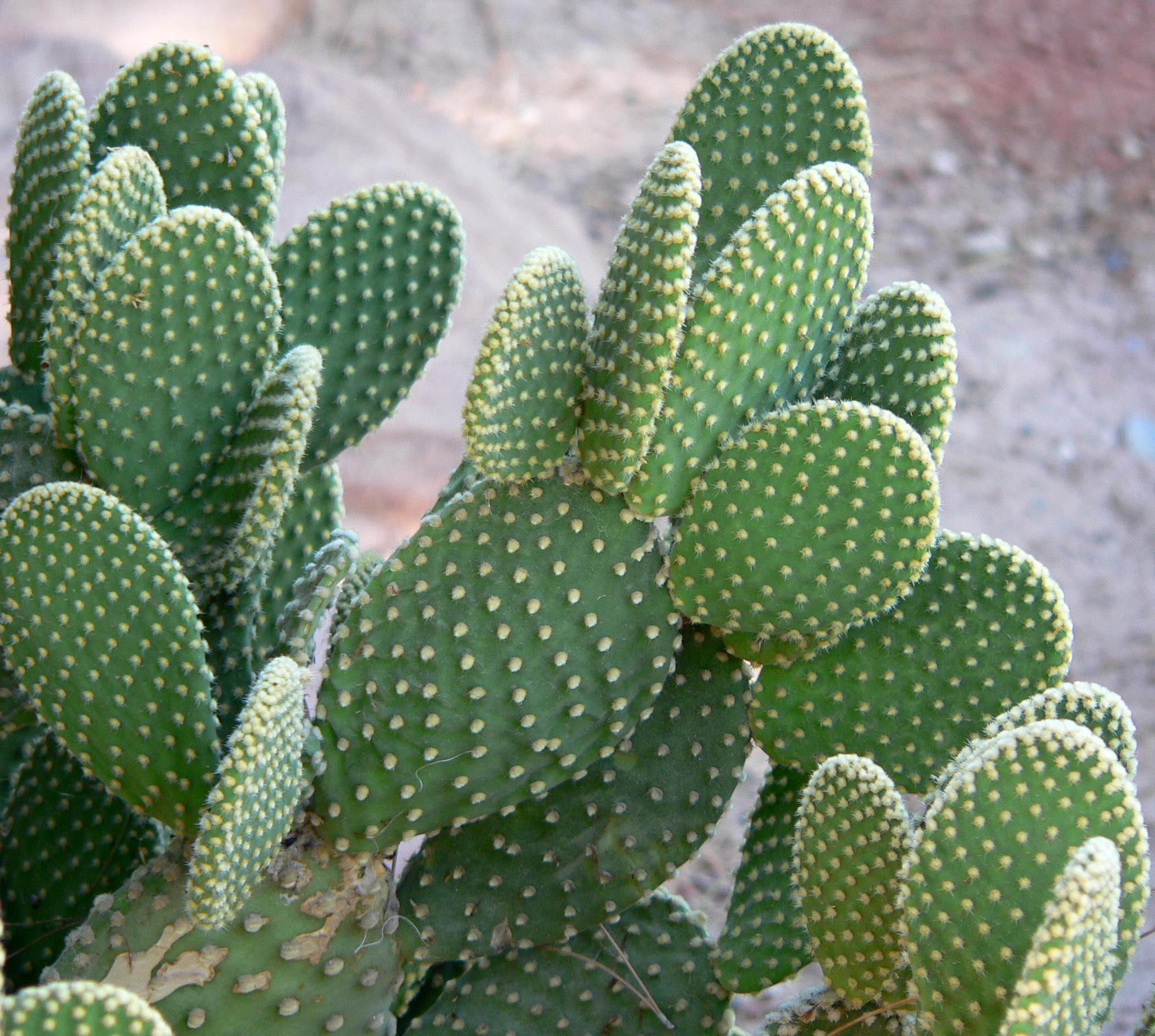
Opuntia microdasys

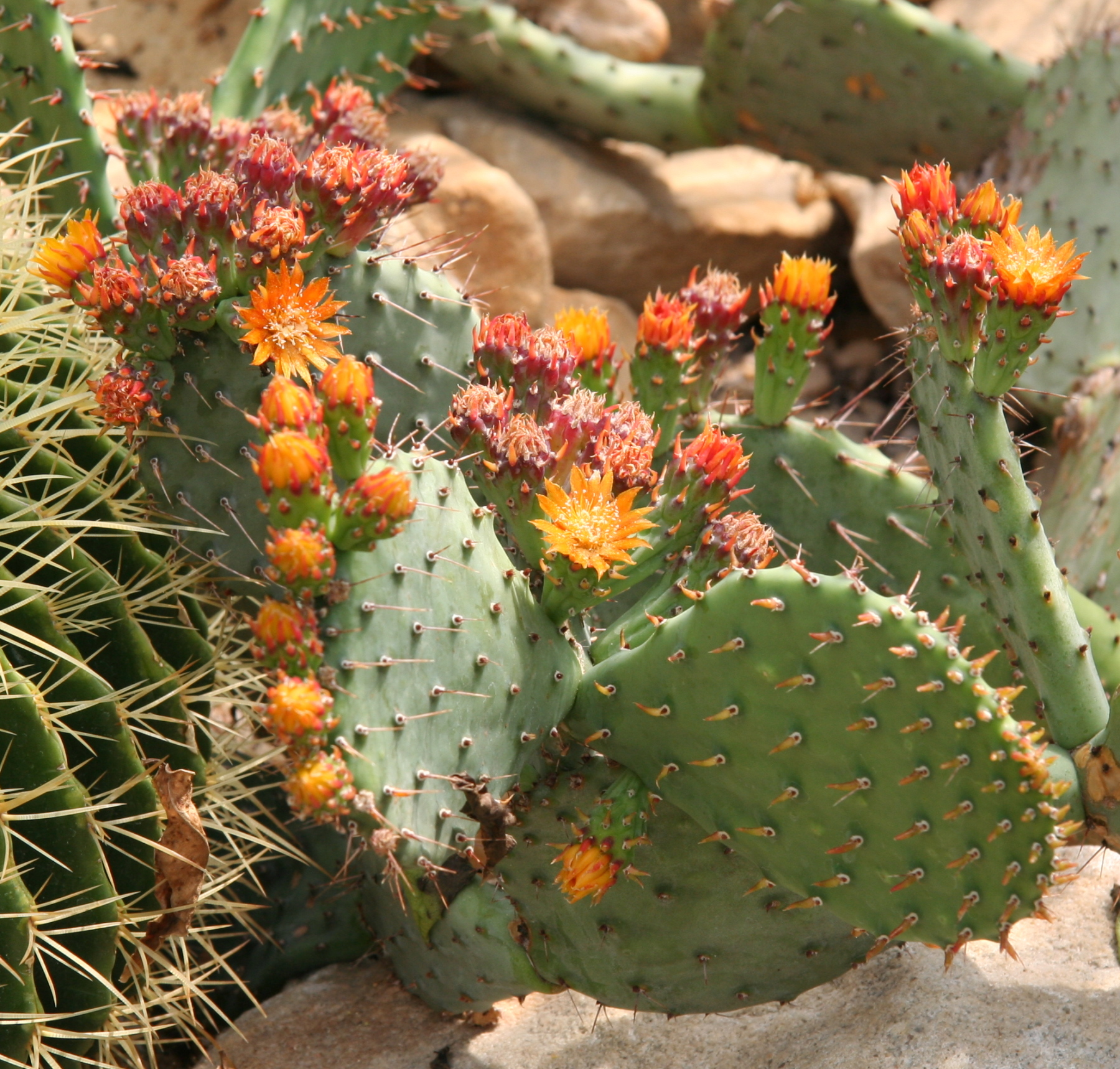
Opuntia stenopetala

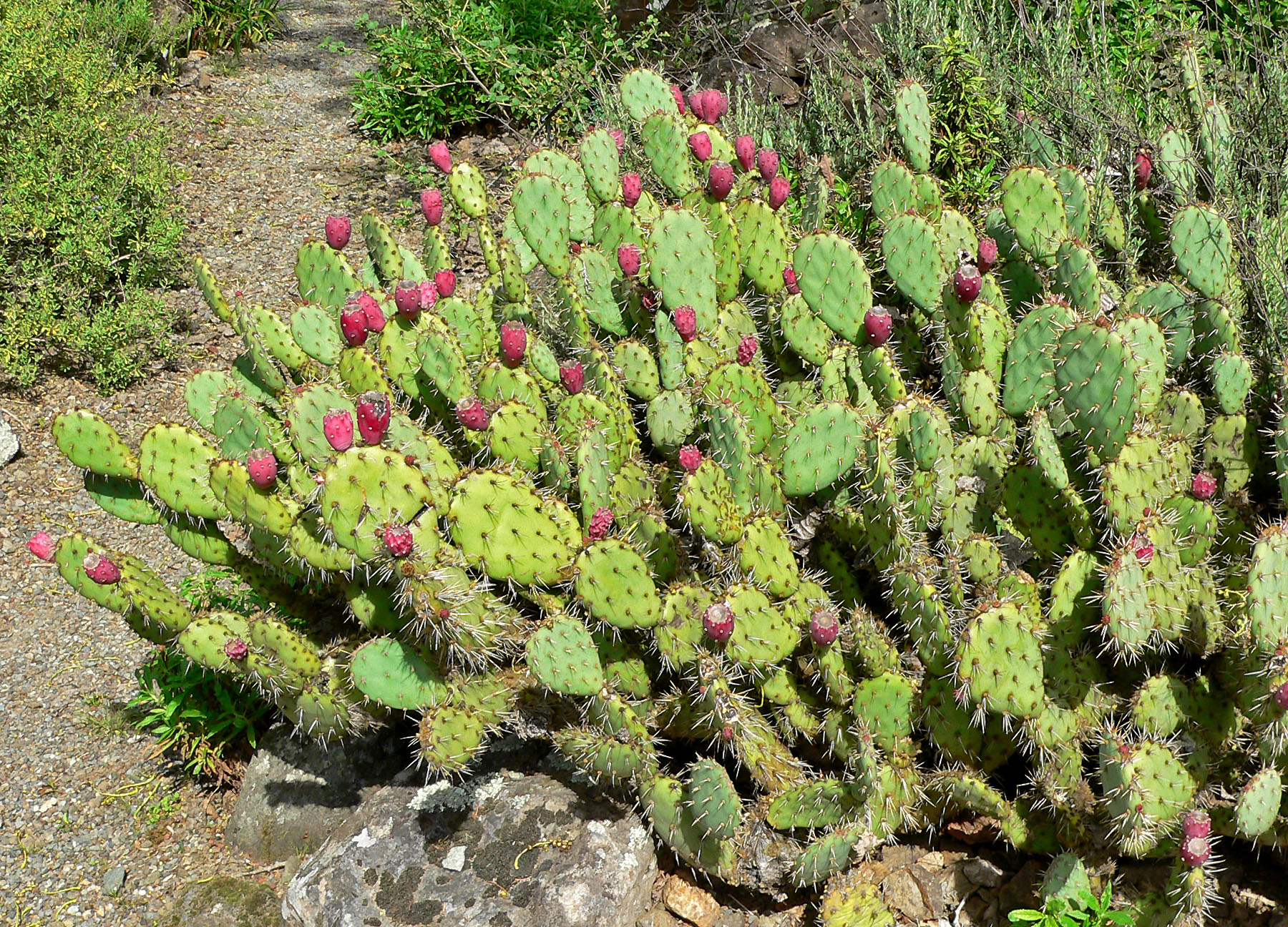
Opuntia littoralis

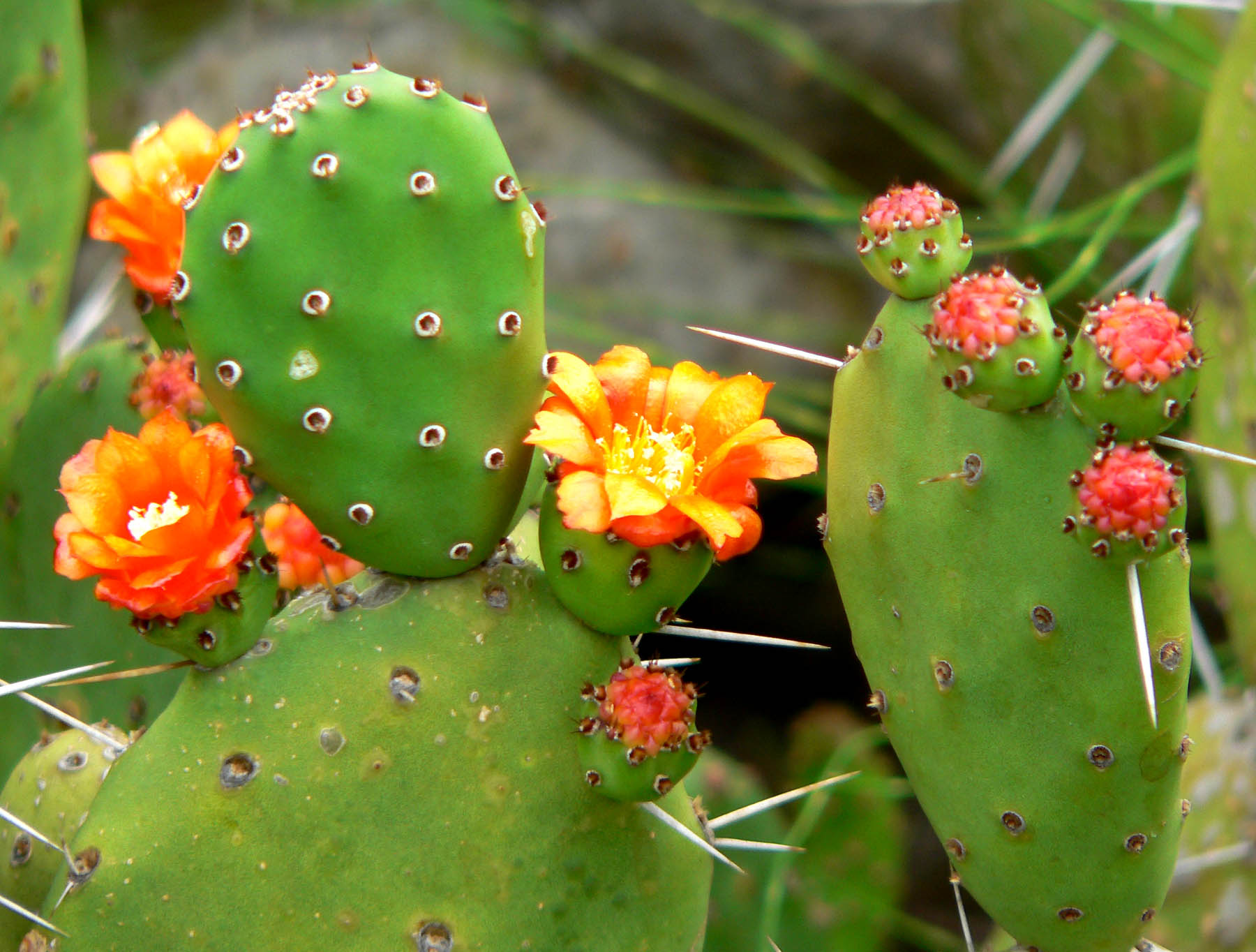
Opuntia ovata

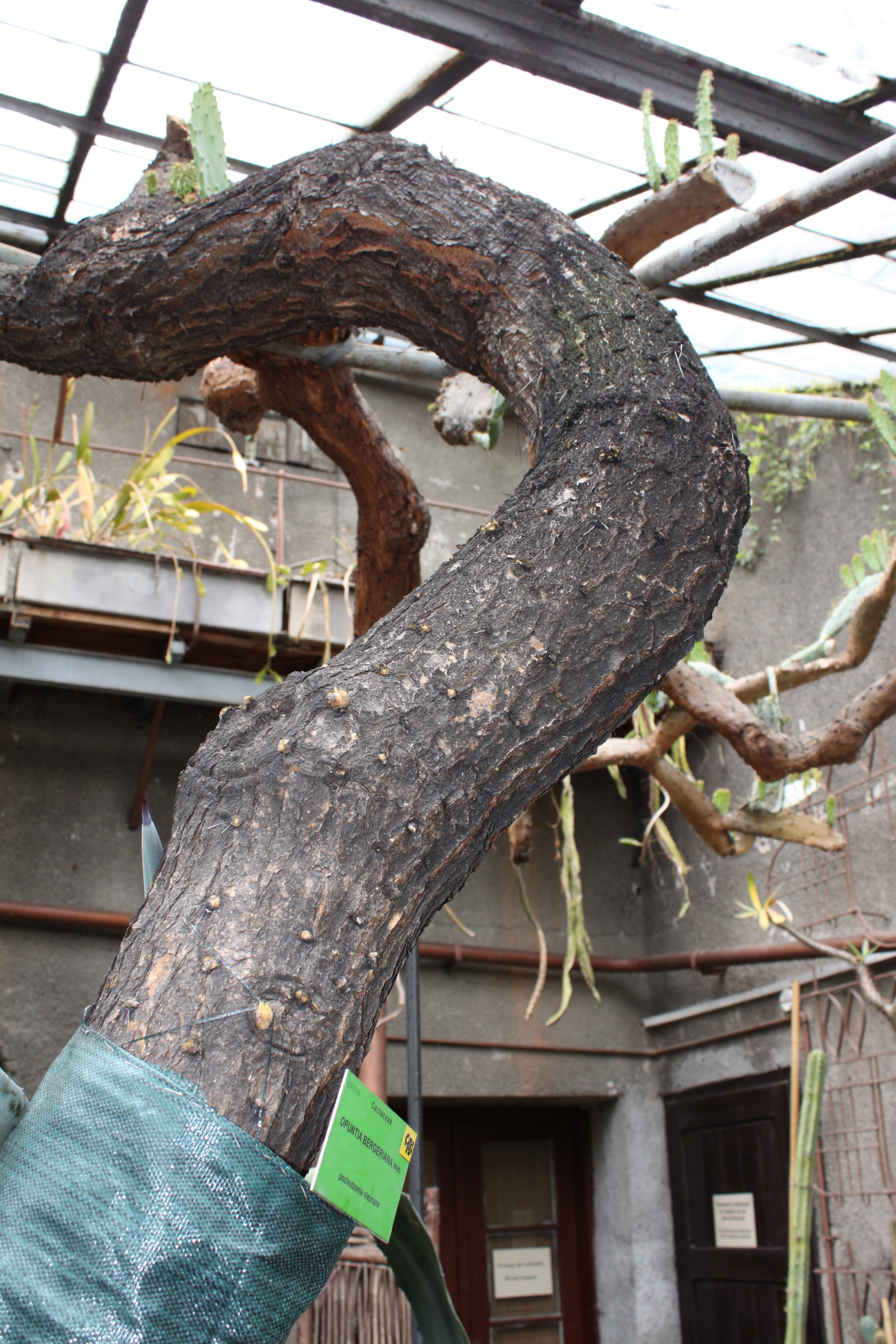
Pień Opuntia elatior w Ogrodzie Botanicznym we Wrocławiu

- Opuntia apurimacensis (F. Ritter) R. Crook & Mottram
- Opuntia arenaria Engelm.
- Opuntia arrastradillo Backeb.
- Opuntia articulata (Pfeiff.) D.R. Hunt
- Opuntia assumptions K. Schum.
- Opuntia atrispina Griffiths
- Opuntia atroglobosa (Backeb. ex F. Ritter) R. Crook & Mottram
- Opuntia atropes Rose
- Opuntia bakeri Madsen
- Opuntia basilaris Engelm. & J.M. Bigelow
- Opuntia bensonii Sánchez-Mej.
- Opuntia bisetosa Pittier
- Opuntia boldinghii Britton & Rose
- Opuntia bonplandii (Kunth) F.A.C. Weber
- Opuntia bravoana Baxter
- Opuntia cantabrigiensis Lynch
- Opuntia caracassana Salm-Dyck
- Opuntia chaffeyi Britton & Rose
- Opuntia chlorotica Engelm. & J.M. Bigelow
- Opuntia × cochinera Griffiths
- Opuntia cognata (F. Ritter) P.J. Braun & Esteves
- Opuntia colorea (F. Ritter) D.R. Hunt
- Opuntia colubrina A. Cast.
- Opuntia × columbiana Griffiths (pro sp.)
- Opuntia corotilla K. Schum. ex Vaupel
- Opuntia crassa Haw.
- Opuntia crassicylindrica (Rauh & Backeb.) G.D. Rowley
- Opuntia crystalenia Griffiths
- Opuntia cubensis Britton & Rose
- Opuntia curassavica (L.) Mill.
- Opuntia cyclodes (Engelm. & J.M. Bigelow) Rose
- Opuntia cylindrica (Lam.) DC.
- Opuntia deamii Rose
- Opuntia decumbens Salm-Dyck
- Opuntia delaetiana (F.A.C. Weber) Vaupel
- Opuntia depressa Rose
- Opuntia dillenii (Ker Gawl.) Haw.
- Opuntia discolor Britton & Rose
- Opuntia durangensis Britton & Rose
- Opuntia echios Howell
- Opuntia eichlamii Rose
- Opuntia elata Link & Otto ex Salm-Dyck
- Opuntia elatior Mill.
- Opuntia elizondoana E. Sanchez M. & Villasenor
- Opuntia ellisiana Griffiths
- Opuntia engelmannii Salm-Dyck
- Opuntia erinacea Engelm. & J.M. Bigelow
- Opuntia excelsa Sánchez-Mej.
- Opuntia feroacantha Rose ex J.G. Ortega
- Opuntia ficus-indica (L.) Mill.
- Opuntia fragilis (Nutt.) Haw.
- Opuntia fuliginosa Griffiths
- Opuntia fulvicoma (Rauh & Backeb.) G.D. Rowley
- Opuntia galapageia Hemsl.
- Opuntia grandis Pfeiff.
- Opuntia guilanchi Griffiths
- Opuntia helleri K. Schum. ex B.L. Rob.
- Opuntia hirschii (Backeb.) G.D. Rowley
- Opuntia hitchcockii J.G. Ortega
- Opuntia hondurensis
- Opuntia howeyi J.A. Purpus
- Opuntia huajuapensis Bravo
- Opuntia humifusa (Raf.) Raf.
- Opuntia hyptiacantha F.A.C. Weber
- Opuntia inaequilateralis A. Berger
- Opuntia inaperta (Schott ex Griffiths) D.R. Hunt
- Opuntia infesta (F. Ritter) Iliff
- Opuntia insularis Stewart
- Opuntia jaliscana Bravo
- Opuntia joconostle F.A.C. Weber
- Opuntia karwinskiana Salm-Dyck
- Opuntia lagopus K. Schum.
- Opuntia lagunae Baxter ex Bravo
- Opuntia lasiacantha Pfeiff.
- Opuntia leucotricha DC.
- Opuntia lilae Trujillo & Marisela Ponce
- Opuntia limitata (F. Ritter) P.J. Braun & Esteves
- Opuntia littoralis (Engelm.) Cockerell
- Opuntia lutea (Rose) Solomon
- Opuntia macrocentra Engelm.
- Opuntia macrorhiza Engelm.
- Opuntia marnieriana Backeb.
- Opuntia martiniana (L.D. Benson) B.D. Parfitt
- Opuntia megacantha Salm-Dyck
- Opuntia megapotamica Arechav.
- Opuntia megarrhiza Rose
- Opuntia megasperma Howell
- Opuntia microdasys (Lehm.) Pfeiff.
- Opuntia mistiensis (Backeb.) G.D. Rowley
- Opuntia monacantha Haw.
- Opuntia nejapensis Bravo
- Opuntia neochrysacantha Bravo
- Opuntia nuda (Backeb.) G.D. Rowley
- Opuntia opuntia (L.) J.M. Coult.
- Opuntia orbiculata Salm-Dyck ex Pfeiff.
- Opuntia oricola Philbrick
- Opuntia pachypus K. Schum.
- Opuntia pailana Weing.
- Opuntia paraguayensis K. Schum.
- Opuntia parviclada S. Arias & see Gama Lopez, Susana
- Opuntia penicilligera Speg.
- Opuntia phaeacantha Engelm.
- Opuntia pilifera F.A.C. Weber
- Opuntia pituitosa (F. Ritter) Iliff
- Opuntia plumbea Rose
- Opuntia polyacantha Haw.
- Opuntia pubescens H.L.Wendl. ex Pfeiff.
- Opuntia pumila Rose
- Opuntia punta-caillan (Rauh & Backeb.) G.D. Rowley
- Opuntia pycnacantha Engelm.
- Opuntia pyriformis Rose
- Opuntia pyrrhacantha K. Schum.
- Opuntia quimilo K. Schum.
- Opuntia quitensis F.A.C. Weber
- Opuntia rastrera F.A.C. Weber
- Opuntia rileyi J.G. Ortega
- Opuntia ritteri A. Berger
- Opuntia riviereana Backeb.
- Opuntia robinsonii J.G. Ortega
- Opuntia robusta J.C. Wendl.
- Opuntia rosea (hort. ex A. Dietr.) K. Schum.
- Opuntia salmiana Parm. ex Pfeiff.
- Opuntia santarita (Griffiths & Hare) Rose
- Opuntia saxicola Howell
- Opuntia scheeri F.A.C. Weber
- Opuntia schickendantzii F.A.C. Weber
- Opuntia schumannii F.A.C.Weber ex A.Berger
- Opuntia soederstromianaBritton & Rose
- Opuntia × spinosibacca M. S. Anthony (pro sp.)
- Opuntia spinulifera Salm-Dyck
- Opuntia spraguei J.G. Ortega
- Opuntia staffordae Bullock
- Opuntia stenopetala Engelm.
- Opuntia streptacantha Lem.
- Opuntia stricta (Haw.) Haw.
- Opuntia strigil Engelm.
- Opuntia sulphurea G. Don
- Opuntia tapona Engelm. ex J.M. Coult.
- Opuntia tehuacana S. Arias & see Guzman Cruz, Leonardo Ulises
- Opuntia tehuantepecana (Bravo) Bravo
- Opuntia tomentosa Salm-Dyck
- Opuntia triacantha (Willd.) Sweet
- Opuntia tuna (L.) Mill.
- Opuntia undulata Griffiths
- Opuntia unguispina Backeb.
- Opuntia Opuntia × vaseyi (J.M. Coult.) Britton & Rose (pro sp.)
- Opuntia velutina F.A.C. Weber
- Opuntia viridirubra (F. Ritter) P.J. Braun & Esteves
- Opuntia vitelliniflora
- Opuntia wetmorei
- Opuntia Opuntia wilcoxii Britton & Rose
- Opuntia yanganucensis (Rauh & Backeb.) G.D. Rowley
- Opuntia zamudioi Scheinvar
- Opuntia zehnderi (Rauh & Backeb.) G.D. Rowley

## Zagrożenia
Część gatunków opuncji została uznana przez IUCN za zagrożone wyginięciem i umieszczona w Czerwonej księdze gatunków zagrożonych. Dwa gatunki są krytycznie zagrożone (kategoria CR): Opuntia chaffeyi (Meksyk) i Opuntia saxicola (Galapagos). Zagrożeniem dla meksykańskich gatunków jest utrata siedlisk, nadmierny wypas bydła lub zbyt intensywne pozyskiwanie w celach leczniczych (np. Opuntia megarrhiza, kategoria EN).

## Zastosowanie

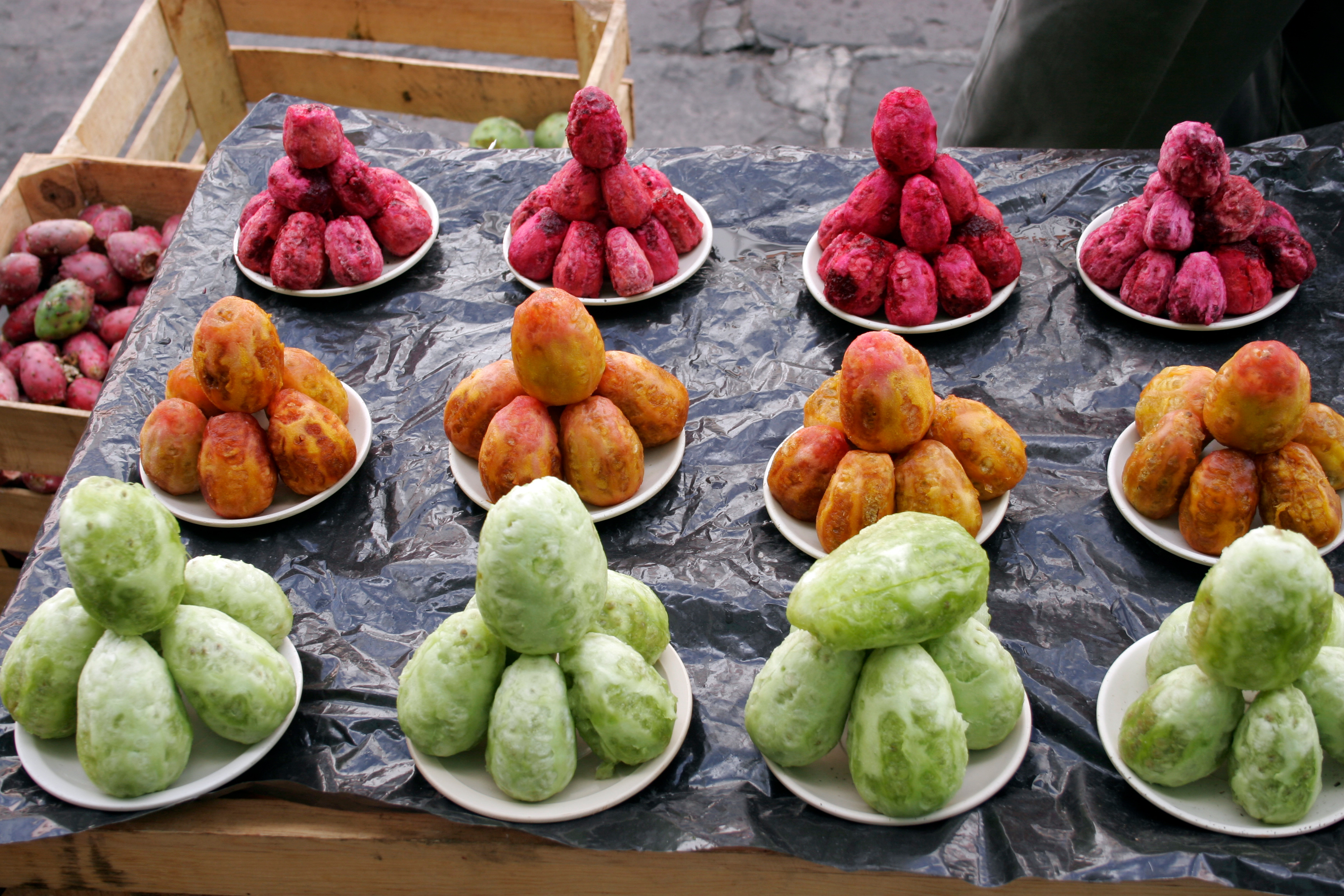
Owoce opuncji figowej na targowisku w Meksyku

- Niektóre gatunki opuncji (m.in. opuncja figowa) są uprawiane dla mięsistych jadalnych owoców. Pędy opuncji są używane na przetwory i na paszę.
- Wiele gatunków opuncji uprawia się w mieszkaniach i szklarniach jako ozdobne rośliny doniczkowe. W krajach o ciepłym klimacie stosowane są m.in. jako rośliny żywopłotowe. W warunkach środkowoeuropejskich uprawa okazów zimujących jest rzadko spotykana, ale możliwa. Do uprawy na zewnątrz nadają się w takich warunkach: O. humifusa, O. comanchica, O. rhodantha, O. fragilis[11], O. polyacantha[12].